# Aaron de Mey
 (août 2010).
Si vous disposez d'ouvrages ou d'articles de référence ou si vous connaissez des sites web de qualité traitant du thème abordé ici, merci de compléter l'article en donnant les références utiles à sa vérifiabilité et en les liant à la section « Notes et références ».
Aaron de Mey est un photographe et artiste-maquilleur néo-zélandais, directeur artistique chez Lancôme. Il est notamment connu pour son noir à lèvres lancé en 2008.

## Vie et carrière
Aaron de Mey est né en Nouvelle-Zélande, dans la station balnéaire de Tauranga. Il étudie l'art à l'université des Arts et Design de Whitecliff, où il se spécialise en peinture, histoire de l'art, design graphique, sculpture et photographie.
Il part pour New York en 1998 afin de  poursuivre son travail artistique en tant qu'artiste-maquilleur indépendant. Il travaille avec de grands photographes tels que Bruce Weber, Ines van Lamsweerde et Vinoodh Matadin, Paolo Roversi, David Sims, Patrick Demarchelier et Mario Sorrenti. Il collabore également avec des producteurs et réalisateurs comme David Lynch et Sofia Coppola.
De 2008 à 2015, il devient le nouveau directeur artistique de la maison française Lancôme. De nombreuses maisons de luxe, parmi lesquelles Calvin Klein, Max Mara, Saint Laurent ou encore Hugo Boss, font appel à Aaron de Mey.